# Ядерна енергетика Туреччини
Ядерна енергетика Туреччини, відсутня наразі, має план розвитку. Стратегія розвитку передбачає будівництво 12 нових реакторів із загальною потужністю 20 ГВт до 2050 року. Одним із пріоритетів Туреччини стане створення дослідницьких реакторів та розвиток локального виробництва ядерного палива.
Хронологія розвитку ядерної галузі у Турецькій республіці:
- 1955 — Підписання з США Угоди про мирне використання атома.
- 1956 — Початок роботи Комісії з ядерної енергетики.
- 1965 — Початок досліджень з питань будівництва АЕС.
- 1972 — Створення Департаменту ядерної енергетики.
- 1974—1975 — Проведення дослідження з вибору майданчика розміщення першої АЕС.
- 1976 — Отримано ліцензію на майданчик «Аккую» на Середземноморському узбережжі.
- 1981 — Підписано Угоду про співпрацю з МАГАТЕ.
- 1977—2009 — Проведення конкурсів на будівництво чотирьох енергоблоків у Турецькій Республіці.

## Проєктовані АЕС
Будівництвом першої у цій країні АЕС «Аккую» на південному, середземноморському, узбережжі Туреччини, у провінції Мерсін, буде займатися компанія ЗАТ «Атомстройекспорт» — дочірнє підприємство «Росатома». Проєкт передбачає спорудження чотирьох енергоблоків потужністю по 1,2 гігават за російським проєктом.
Угоду про будівництво було підписано у 2010 році.
У 2011 році Верховний суд Анкари тимчасово призупинив будівництво АЕС через масові протести місцевого населення, а також жителів о. Кіпр.
У кінці 2015 року, після різкого охолодження російсько-турецьких відносин, роботи були припинені (концерн підтверджував плани будівництва чотирьох енергоблоків навіть у період гострої кризи в російсько-турецьких відносинах).
У серпні 2016 року президенти Росії і Туреччини домовилися про відновлення проєкту АЕС. У травні 2017 анонсовано початок будівництва. Очікується (до кінця року) отримання офіційного дозволу від влади Туреччини — ліцензії на будівництво, після чого російська компанія зможе приступити до закладення.
У червні 2017 Євросоюз зажадав від Туреччини відмовитися від будівництва АЕС. Перший енергоблок АЕС у Мармарисі мав бути зданий в експлуатацію у 2019 році.
Друга АЕС, на півночі Туреччини, на березі Чорного моря біля м. Синоп, — АЕС у провінції Синоп — це проєкт будівництва від спільного підприємства Atmea — французької Areva і японської Mitsubishi Heavy Industries (альтернативним проєктом була пропозиція від Китаю). Вартість проєкту становить близько 22-25 млрд доларів, планується використовувати 4 блоки із загальною потужністю 4800 МВт. Проєкт було схвалено на рівні прем'єр-міністрів Туреччини і Японії 3 травня 2013 року.
На початку вересня 2016 Туреччина і КНР підписали угоду про співпрацю в атомній енергетиці — китайці, ймовірно, будуватимуть третю турецьку АЕС із використанням технологій Westinghouse.
У листопаді 2022 року було оголошено, що турецький уряд розпочав вивчення потенційного будівництва третьої атомної електростанції. У січні 2023 року Korea Electric Power Corporation (KEPCO) надала Туреччині попередню пропозицію щодо будівництва чотирьох реакторів APR-1400 на нерозголошена ділянка в північній частині країни.
У вересні 2023 року уряд Туреччини оголосив, що переговори з китайською компанією щодо будівництва багатоблокової атомної електростанції у східному регіоні Фракії, як очікується, будуть завершені в найближчі місяці.

## Паливний цикл
Туреччина має скромні ресурси урану. Родовище Темрезлі в центральній Анатолійській області за 220 км на схід від Анкари було відкрито Департаментом енергетики, сировини та розвідки (MTA) на початку 1980-х років. MTA продовжувала досліджувати регіон протягом наступних 10 років. Регіональні міста Йозгат і Соргун знаходяться неподалік.
Американська компанія Westwater Resources (раніше Uranium Resources Inc., URI) планувала розробку шахти Temrezli ISL. Австралійська компанія Anatolia Energy* мала 100% акцій у 18 ліцензіях на розвідку, які включали проєкт Темрезлі. Діяльність за проєктом здійснювала дочірня компанія A Dur Madencilik (Adur). У червні 2015 Westwater Resources придбала Anatolia Energy.
Попередня економічна оцінка уранового проєкту Temrezli ISL була опублікована в червні 2013 року та оновлена в травні 2014 року на основі даних NI 43-101. Було виявлено, що вартість буде вигідною порівняно з іншими (США) проєктами ISL. Виміряні ресурси в Темрезлі становлять 2351 tU, зазначені ресурси – 2004 tU, а очікувані ресурси – 732 tU, при 0,117% U, 0,092% U та 0,075% U відповідно на кінець 2013 року. Міністерство енергетики та природних ресурсів присудило ліцензію на виробництво для проєкту, а попереднє техніко-економічне обґрунтування було завершено в лютому 2015 року. При початкових капітальних витратах у 41 мільйон доларів США 3800 тУ можна було видобути протягом 12 років за ціною 16,89 доларів США/фунт U3O8, що дало б окупність проєкту менш ніж за один рік. Залежно від фінансування очікувалося рішення про розвиток, але в 2016 році проєкт було припинено в очікуванні покращення ринку.
Westwater Resources розпочала попереднє техніко-економічне обґрунтування проєкту Temrezli ISL у 2015 році, і на той час просувала питання, пов’язані з отриманням дозволів, і готувалася до переміщення очисної станції Rosita з Техасу до Темрезлі. Низькі ціни на уран призвели до затримки будівництва.
Урановий проєкт Westwater Resources Sefaatli має значну мінералізацію урану, відкриту в 1980-х роках, і програма інтенсивного буріння на перспективі Delier визначає ресурси. Тулу Тепе також є перспективним у цій зоні проєкту, за 5 км на південний захід від Делієра. Третя перспектива - Акчамі, 2 км на захід від Тулу Тепе. Три займають 15 квадратних кілометрів. Сефаатлі може працювати як супутник Темрезлі (35 км). Компанія також має багатоквартирний холдинг у районі Західний Соргун.
У червні 2018 року Westwater Resources отримала повідомлення від турецького уряду про те, що її ліцензії на видобуток корисних копалин і розвідку для проєктів Темрезлі та Сефаатлі були відкликані. Проєкти належали турецькій дочірній компанії Adur Madencilik Limited Sirketi, яка володіла ексклюзивними правами на розвідку та розробку урану там з 2007 року та інвестувала в них значні кошти. У грудні 2018 року Westwater подала запит на арбітраж з цього приводу.
Угода Росатома щодо Akkuyu передбачає створення заводу з виробництва палива в Туреччині.

## Ядерні відходи
Хоча спочатку TAEK вимагав від постачальників реакторів забрати використане паливо, питання про те, чи залишиться використане паливо для Akkuyu в Туреччині чи буде репатрійовано до Росії відповідно до звичайної практики для російських заводів у державах, які не мають зброї, не було вирішено (до травня 2014 року).
Атомні електростанції, що працюють у Туреччині, зобов’язані сплачувати 0,15 долара за кВт/год виробленої електроенергії у фонд утилізації відходів.

## Перелік реакторів
| Назва   | Блок №. | Реактор | Реактор         | Статус    | Чиста потужність (MW) | Початок будівництва | Комерційне використання | Закриття |
| Назва   | Блок №. | Тип     | Модель          | Статус    | Чиста потужність (MW) | Початок будівництва | Комерційне використання | Закриття |
| ------- | ------- | ------- | --------------- | --------- | --------------------- | ------------------- | ----------------------- | -------- |
| Аккую   | 1       | PWR     | ВВЕР-1200/509   | Будується | 1114                  | 3 квітня 2018       | (2023)                  |          |
| Аккую   | 2       | PWR     | ВВЕР-1200/509   | Будується | 1114                  | 8 квітня 2020       | (2024)                  |          |
| Аккую   | 3       | PWR     | ВВЕР-1200 V-513 | Будується | 1114                  | 10 березня 2021     | (2025)                  |          |
| Аккую   | 4       | PWR     | ВВЕР-1200 V-513 | Будується | 1114                  | 21 липня 2022       | (2026)                  |          |
| Синоп   | 1       | PWR     | Atmea-1         | Скасовано | 1100                  |                     |                         |          |
| Синоп   | 2       | PWR     | Atmea-1         | Скасовано | 1100                  |                     |                         |          |
| Синоп   | 3       | PWR     | Atmea-1         | Скасовано | 1100                  |                     |                         |          |
| Синоп   | 4       | PWR     | Atmea-1         | Скасовано | 1100                  |                     |                         |          |
| Іґнеада | 1       | PWR     | AP1000          | Скасовано | 1000                  |                     |                         |          |
| Іґнеада | 2       | PWR     | AP1000          | Скасовано | 1000                  |                     |                         |          |
| Іґнеада | 3       | PWR     | CAP1400         | Скасовано | 1400                  |                     |                         |          |
| Іґнеада | 4       | PWR     | CAP1400         | Скасовано | 1400                  |                     |                         |          |

## Дослідні реактори
Невеликий дослідницький реактор Triga працює в Стамбульському технічному університеті з 1979 року. Його регулює Управління з атомної енергії Туреччини.

## Регулювання, безпека та нерозповсюдження
Туреччина створила Орган ядерного регулювання Nükleer Düzenleme Kurumu (NDK) у липні 2018 року. Він узяв на себе багато обов’язків TAEK, включаючи регулювання атомних електростанцій і всю пов’язану з ними діяльність паливного циклу. Тепер TAEK несе відповідальність виключно за утилізацію ядерних відходів.

### Нерозповсюдження
Туреччина ратифікувала ДНЯЗ у 1979 році та має чинну угоду про гарантії з МАГАТЕ з 1981 року, а Додатковий протокол до її угоди про гарантії діє з 2001 року.